# Action Power Racing
Action Power Racing é uma equipe de corridas brasileira que competiu pela Stock Car.
A equipe sediada em Curitiba, foi crida na década de 80 pelo então piloto e empresário Paulo de Tarso Marques.
Em 1992, a equipe passou a atuar na Fórmula Chevrolet, onde a equipe serviria de trampolim para Tarso Marques, chegar a Fórmula 1. A equipe fez também a sua estréia na Fórmula-3 Sul-Americana, terminando a temporada com um 3º lugar.
Em 1996 a Action Power conquistou pela primeira vez o campeonato na Stock Car, com o piloto Ingo Hoffmann. Fato que se repetiu em 1997 e 1998, consagrando a equipe tri-campeã da categoria.
Em 2000, a equipe foi campeão das 12 Horas de Curitiba.
Em 2001 sagrou-se campeã na Stock Car Light, com Thiago Marques pilotando.
Em 2005 a Action Power se tornou a campeã por equipes da Stock Car, acumulando um total de 220 pontos com Cacá Bueno e Thiago Marques pilotando seus carros. Nesse ano, Cacá foi o vice-campeão.
Em 2007,a Action Power foi ao campeonato com duas equipes, A Biosintetica/Action Power,que contou com os pilotos Rodrigo Sperafico e Enrique Bernoldi e a Cimed Racing com Luciano Burti e Thiago Marques A equipe conquistou o vice com Rodrigo Sperafico.
Em 2008,Sperafico e Bernoldi deixaram a equipe (Bernoldi foi para a Fórmula Indy e Sperafico para a Avallone no lugar de Tarso Marques) e a Cimed mudou de nome,contando com os pilotos Thiago Marques e Antonio Pizzonia.A Cimed,que até então tinha o nome de K-Med,foi rebaixada à Copa Vicar.
Nesse ano a equipe sofreu um grave acidente na etapa de Jacarepaguá no Rio de Janeiro/RJ. Um dos cilindros de ar comprimido que seriam usados durante a troca de pneus explodiu, ocasionando ferimentos em um engenheiro e dois mecânicos.
Em 2009, a Action Power teve apenas uma equipe na Copa Nextel,a Dolly/Action Power, composta pelos irmãos Marcos Gomes e Pedro Gomes. A equipe K-med racing, rebaixada em 2008 competiu na Copa Vicar com o piloto Renato Rattes.
Na madrugada de 6 de julho de 2009, o caminhão que transportava os equipamentos da equipe sofreu um acidente, na rodovia Régis Bittencourt, que liga São Paulo a Curitiba. O caminhão pegou fogo, destruindo todos os equipamentos, incluindo três carros. No dia seguinte ao ocorrido a equipe anunciou oficialmente que estava fora da disputa da Temporada da Stock Car Brasil de 2009.